# 菲利浦·鄧恩

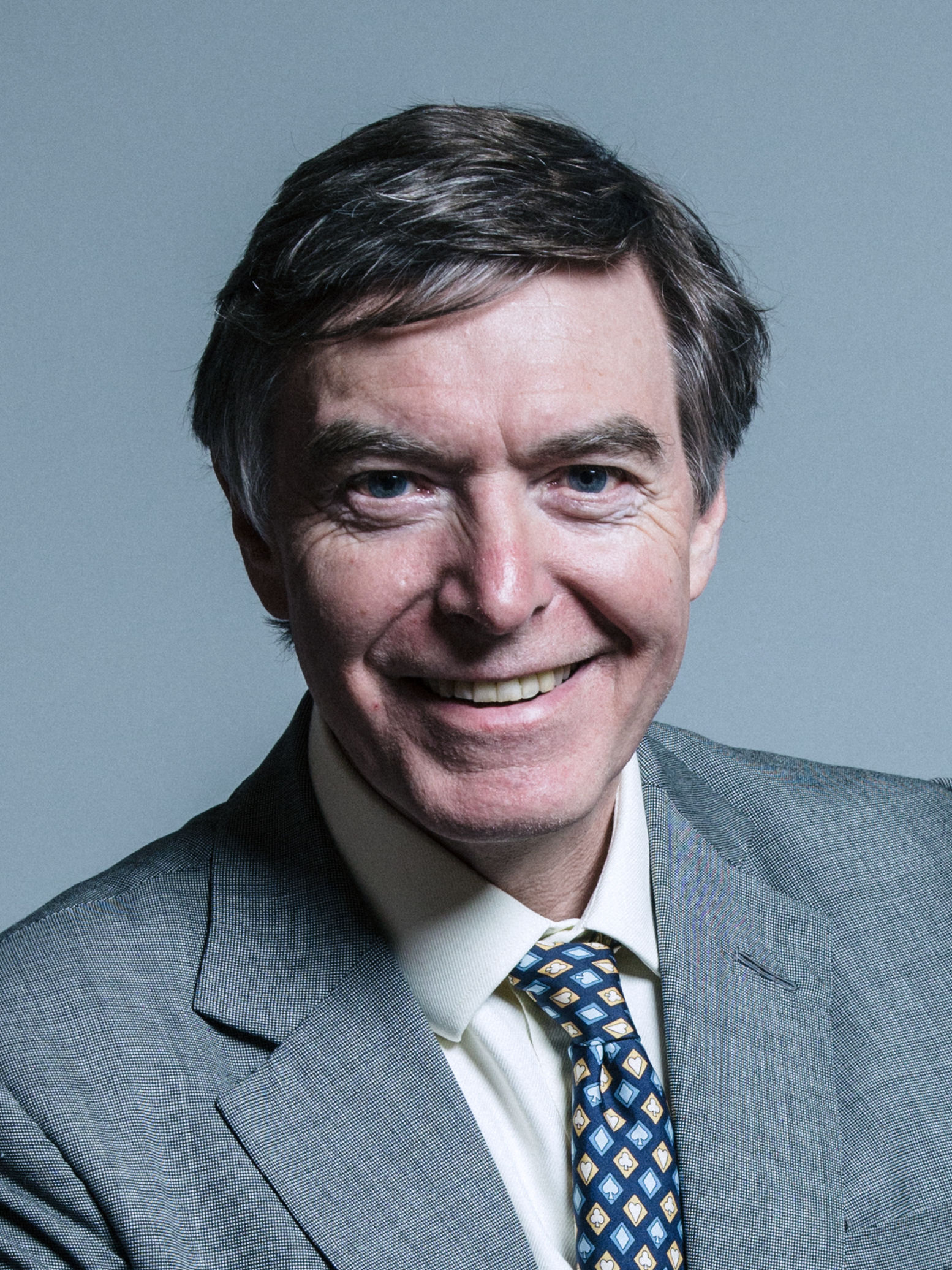
菲利浦·鄧恩先生的官方肖像

菲利浦·鄧恩（英語：Philip Dunne，1958年8月14日—）是一位英格蘭政治人物，他的黨籍是保守黨。自2005年開始，他擔任拉德洛選區選出的英國下議院議員。在踏入政壇之前他曾從事農業。